# Glücksmoment
Glücksmoment ist ein Lied des deutschen Sängers Prince Damien, das im Mai 2016 erschien. Damien gewann hiermit die 13. Staffel von Deutschland sucht den Superstar.

## Entstehung und Veröffentlichung
Getextet, komponiert und produziert wurde das Lied alleine von Dieter Bohlen.
Die Erstveröffentlichung von Glücksmoment erfolgte als Single am 7. Mai 2016 bei Polydor. Diese erschien zunächst als digitaler Einzeltrack zum Download und Streaming. Drei Tage später erschien eine 2-Track-CD-Single (Katalognummer: 0602547905970), mit einem Instrumental als B-Seite. Am 20. Mai 2016 erschien das Lied als Teil des gleichnamigen Albums (Katalognummer: 06025 4790601), dem zweiten Studioalbum von Damien.

## Deutschland such den Superstar
Im Finale der 13. Deutschland-sucht-den-Superstar-Staffel wurde der Titel von Prince Damien, Laura van den Elzen und Thomas Katrozan gesungen. In der Jury der Staffel saßen neben Dieter Bohlen die Sängerinnen Michelle und Vanessa Mai sowie H. P. Baxxter. Nach einem deutlichen Sieg (65,5 % Prozent) gewann Damien die Staffel, erhielt einen Plattenvertrag bei Polydor und durfte somit auch den Titel als Single veröffentlichen. Seine beiden Kontrahenten erreichten allerdings mit der Downloadversion ebenfalls Chartplatzierungen.

## Musikvideo
Das Musikvideo wurde in der Wüste in Spanien gedreht und zwei Wochen nach dem Finale auf der Videoplattform YouTube veröffentlicht, wo es bis Dezember 2024 über 13 Millionen Aufrufe zählte.

## Chartplatzierungen
Glücksmoment avancierte zum Nummer-eins-Hit in Deutschland. Kurz nach dem Sieg von Damien erreichte es bereits die Chartspitze diverser Downloadportale. Darüber hinaus erreichte es Top-10-Platzierungen in Österreich (Rang 2) und der Schweiz (Rang 7).
| ChartsChartplatzierungen | Höchstplatzierung | Wochen |
| ------------------------ | ----------------- | ------ |
| Deutschland (GfK)        | 1 (6 Wo.)         | 6      |
| Österreich (Ö3)          | 2 (4 Wo.)         | 4      |
| Schweiz (IFPI)           | 7 (2 Wo.)         | 2      |

## Coverversionen

### Laura van den Elzen
| ChartsChartplatzierungen | Höchstplatzierung | Wochen |
| ------------------------ | ----------------- | ------ |
| Deutschland (GfK)        | 37 (1 Wo.)        | 1      |
| Österreich (Ö3)          | 43 (1 Wo.)        | 1      |

### Thomas Katrozan
| ChartsChartplatzierungen | Höchstplatzierung | Wochen |
| ------------------------ | ----------------- | ------ |
| Deutschland (GfK)        | 67 (1 Wo.)        | 1      |
| Österreich (Ö3)          | 73 (1 Wo.)        | 1      |

### Weitere Coverversionen
- 2023: Menderes Bağcı (Album: Sieger der Herzen – Das Beste aus 20 Jahren)[11]